# Harry Gallatin
Harry Junior Gallatin (* 26. April 1927 in Roxana, Illinois; † 7. Oktober 2015 in Edwardsville, Illinois) war ein US-amerikanischer Basketballspieler und -trainer.
In seinen zehn Jahren als Profibasketballer in der Basketball Association of America (BAA) und der NBA erzielte er durchschnittlich 13 Punkte pro Spiel. In den acht Jahren, in denen die Werte statistisch erfasst wurden, war er mit 11,9 Rebounds pro Spiel zu dieser Zeit einer der dominanten Spieler unter dem Korb.
In seiner Karriere erzielte er für die Knicks 7.771 Punkte und belegt den 14. Platz der Knickshistorie; zudem war er mit 5.935 Rebounds der viertwichtigste Rebounder seines Vereins.
1991 wurde er als Spieler in die Naismith Memorial Basketball Hall of Fame aufgenommen.

## Spielerkarriere
Nach seiner Zeit an der Truman State University meldete sich Harry Gallatin für den BAA-Draft 1948 an. Die New York Knicks wählten ihn an 40. Stelle. Er konnte sich schnell in der BAA und nach der Fusion 1949 in der NBA durchsetzen.
1951 wurde er dank durchschnittlich 12,8 Punkten und 12,1 Rebounds zum ersten All-Star Game eingeladen. Dies wiederholte sich in den folgenden sechs Jahren. In der Saison 1953/54 war er mit 1.098 Rebounds insgesamt und 15,2 pro Spiel der beste Spieler in beiden Kategorien. Belohnt wurde er mit der Wahl ins All-NBA First Team. Im folgenden Jahr wurde er als zweitbester Rebounder der Liga ins All-NBA Second Team gewählt. Der Meistertitel blieb ihm mit den Knicks verwehrt. 1951 verlor man im Finale mit 3:4 gegen die Rochester Royals, ein Jahr später erneut mit dem knappest möglichen Ergebnis gegen die Minneapolis Lakers.
1953 traf die Mannschaft im dritten Finale in Folge erneut auf die Lakers, die diesmal klar mit 4:1 gewinnen konnten.
Am 3. April 1957 wurde er zusammen mit Dick Atha und Nathaniel Clifton zu den Detroit Pistons transferiert. Die Knicks erhielten im Gegenzug Mel Hutchins und Charlie Tyra.
Nach einer soliden Saison in Detroit beendete er seine Spielerkarriere im Alter von 31 Jahren.

## Trainerkarriere
Zu Beginn der Saison 1962/63 verpflichteten ihn die St. Louis Hawks als Trainer. Nachdem die Hawks im Vorjahr die Playoffs klar verpasst hatten, erreichten sie diese unter Gallatin mit einer Siegquote von 60 %. Dort unterlag das Team den Los Angeles Lakers mit 3:4 im Division Final. Gallatin wurde in der erstmals stattfindenden Wahl zum Coach of the Year gewählt.
Im folgenden Jahr wurden die Playoffs erneut erreicht, diesmal unterlag man den San Francisco Warriors im Division Final mit 3:4. In der Saison 1964/65 kehrte Gallatin nach 33 Spielen zu seinem alten Team aus New York zurück.
Nach einem wenig erfolgreichen Jahr beendete er seine Trainerkarriere Ende November 1965. Anschließend unterrichtete Gallatin an Colleges im Mittleren Westen der USA sowie an der Southern Illinois University Edwardsville, wo er auch Dekan war.